# Üçgöl, Almus
Üçgöl là một xã thuộc huyện Almus, tỉnh Tokat, Thổ Nhĩ Kỳ. Dân số thời điểm năm 2011 là 302 người.